# Cassivel·laune
Cassivel·laune (llatí Cassivellaunus) fou un cabdill britó que va lluitar contra Juli Cèsar a la seva campanya a Britànnia el 54 aC. A la "Historia regum Britanniae" (de vers 1135) escrita per Geoffroy de Monmouth, on es relaten les vides mítiques d'antics sobirans, apareix amb el nom de Casibellano, i al Mabinogion i les Triades Gal·leses amb el nom de Caswallawn, fill de Beli Mawr.
Cassivel·laune és el primer britó històric conegut. Juli Cèsar l'esmenta al seu Commentarii de Bello Gallico (Comentaris sobre la guerra de les Gàl·lies) i l'assenyala con el que havia rebut el comandament de les tropes britones col·ligades contra els romans. No esmenta la seva tribu però el seu territori estava al nord del Tàmesi, just on després apareixen els catuvel·launs. Cèsar diu que abans havia fet la guerra contra altres tribus britones i havia destronat al rei dels trinovants que llavors eren la tribu més poderosa de l'illa; el fill del rei dels trinovants, Mandubraci, va fugir a la Gàl·lia per demanar ajut a Cèsar.

## Guerra contra Roma
Cassivel·laune va emprar una tàctica de terra cremada per impedir que l'exèrcit romà pogués aconseguir subministraments; Cèsar va avançar cap al Tàmesi on l'únic lloc per on es podia creuar estava defensat i fortificat amb estaques; els romans els van poder creuar i llavors Cassivel·laune va llicenciar a la major part del seu exèrcit i amb la resta va iniciar una guerra de guerrilles aprofitant el coneixement del territori i la velocitat dels seus carruatges de guerra. Cinc tribus britanes es van rendir a Cèsar: els cenimagnes, els segoncics, els ancalits, els bíbrocs i els casus; alguns van revelar la ubicació de la fortalesa de Cassivel·laune a Wheathampstead, que Cèsar va assetjar. Cassivel·laune va poder enviar un missatge a quatre reis del Kent, Cingètorix, Carvili, Taximagul i Sègovax, als que va demanar que ataquessin el campament romà a la costa; però els romans el van defensar amb èxit i van capturar a un dels caps atacants, Lugòtorix. Sabent de la derrota i de la devastació dels seus territoris, Cassivel·laune es va rendir. El gal Commi, al servei de Cèsar, va dictar els termes de la rendició: es van entregar ostatges i es va fixar un tribut. Mandubraci va recuperar el poder sobre els trinovants i Cassivel·laune va prometre que no li faria la guerra. Una vegada aconseguit això, Cèsar va retornar a la Gàl·lia on una molt mala collita havia provocat disturbis. Els romans no van tornar a l'illa fins 97 anys després.

## Notes

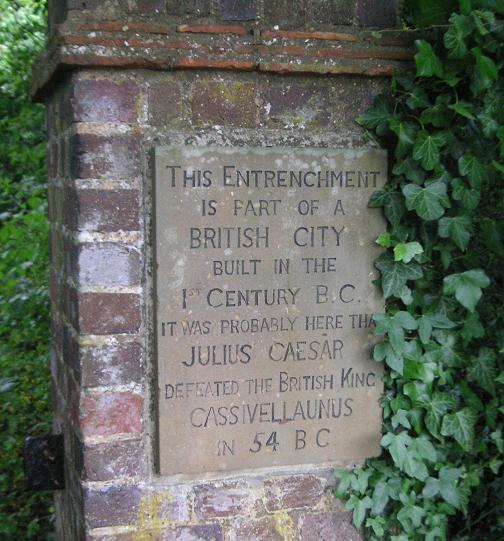
Commemoració de la derrota de Cassivel·laune a Devil's Dyke, Hertfordshire